# Khai Bình Điêu Lâu
Khai Bình Điêu Lâu (chữ Hán: 开平碉楼) là các tháp bảo vệ nhiều tầng được xây dựng bằng bê tông cốt thép ở các thôn làng nằm chủ yếu tại huyện Khai Bình, Giang Môn, Quảng Đông, Trung Quốc. Năm 2007, UNESCO đã công nhận Điêu Lâu Khai Bình và các làng là một Di sản thế giới bao gồm 4 khu vực làng riêng biệt tại Khai Bình là Tam Môn Lý, Lâu Quần thôn, Cẩm Giang Lý và cụm làng Mã Giáng Long.

## Đặc điểm
Từ thời nhà Minh việc xây dựng các tháp cao được gia cố chắc chắn để chống trộm cướp đã là một truyền thống ở Khai Bình, các tháp này vừa đảm nhiệm chức năng quan sát và canh phòng, vừa có thể được sử dụng làm nơi ở cho các gia đình, đặc biệt là các gia đình giàu có. Từ giữa thế kỷ 19 đến đầu thế kỷ 20, phong trào xây dựng các điêu lâu phát triển mạnh ở đây cùng với sự trở về của những người Trung Quốc di cư sang Hoa Kỳ, Úc hay các nước Nam Á. Được xây dựng bằng bê tông cốt thép cùng những chi tiết kiến trúc và trang trí chịu ảnh hưởng của cả văn hóa Trung Quốc và văn hóa phương Tây, các điêu lâu thể hiện sự pha trộn văn hóa độc đáo của phương Đông và phương Tây nhờ vai trò của những di dân Trung Quốc.
Hiện nay còn khoảng 1.800 điêu lâu tồn tại ở Khai Bình, các công trình này cùng tổ hợp làng mạc lân cận đã được UNESCO công nhận là Di sản thế giới vào năm 2007.